# Toyohara Kunichika
Toyohara Kunichika (豊原 国周, Toyohara Kunichika), né le 30 juin 1835 – mort le 1er juillet 1900 est un artiste d'estampes japonaises ukiyo-e. Doué d'un talent qui se révèle dès l'enfance, il est à treize ans l'élève de l'artiste ukiyo-e le plus notable d'Edo à ce moment, Kunisada. Son profond intérêt pour le théâtre kabuki et la grande connaissance qu'il en a le mènent à centrer son œuvre sur les estampes d'acteurs de kabuki ainsi que sur la représentation de scènes des pièces populaires de l'époque. 
Alcoolique et homme à femmes, Kunichika fait également des bijin-ga, portraits des femmes réputées à son époque pour leur beauté (bijin). Son œuvre connaît le succès pendant l'époque d'Edo et il perpétue les traditions de cette époque pendant l'ère Meiji. Aux yeux de ses contemporains ainsi qu'à ceux de quelques historiens d'art d'aujourd'hui, ceci apparaît comme une performance dans cette période de transition, pleine de bouleversements dans la vie sociale que politique de l'histoire du Japon.  

## Jeunesse et formation
Celui qui sera connu sous le nom Toyohara Kunichika naît Ōshima Yasohachi le 30 juin 1835 à Kyōbashi, quartier de marchands et d'artisans d'Edo (moderne Tokyo). Son père, Ōshima Kyujū, est propriétaire d'un sentō (établissement de bains publics), l'Ōshūya. Père de famille indifférent et mauvais homme d'affaires, il perd l'établissement de bains dans le courant de l'enfance de Yasohachi. La mère du garçon, Arakawa Oyae, est la fille d'un propriétaire de salon de thé. À cette époque, les roturiers d'un certain statut social peuvent demander la permission de modifier leur nom de famille (myōji gomen). Pour se distancer de l'échec du père, la famille prend le nom de famille de la mère et le garçon s'appelle désormais Arakawa Yasohachi.
On sait peu de choses de son enfance si ce n'est que dans sa jeunesse que Yasohachi gagne une réputation de jeune farceur et attire les plaintes de ses voisins et qu'à neuf ans, il a été impliqué dans une bagarre au festival Sanno à Asakusa. 
À dix ans, il est apprenti dans un magasin de fils et filés. Cependant, parce qu'il préfère la peinture et le croquis à l'apprentissage du commerce des marchandises teintes, à onze ans il change pour une boutique située près de l'établissement de bains de son père. Là, il aide à la conception d'abat-jours japonais appelés andon, composés d'un cadre en bois couvert de papier. Lorsqu'il a douze ans, son frère ainé, Chōkichi, ouvre une boutique d'images en relief et Yasohachi dessine des illustrations pour lui.
Il semble qu'aux environs de douze ans Yasohachi commence à étudier auprès de Toyohara (Ichiōsai) Chikanobu (à ne pas confondre avec Toyohara Chikanobu, étudiant de Kunichika). À la même époque, il dessine des portraits d'acteurs pour des volants vendus dans une boutique du nom de Meirindo. Son professeur lui donne le nom « Kazunobu ». C'est peut-être sur la recommandation de Chikanobu que le garçon est accepté l'année suivante comme apprenti dans le studio d'Utagawa Kunisada, le premier et le plus prolifique fabricant d'impression du milieu du XIXe siècle.
En 1854, le jeune artiste fait sa première estampe signée confirmée et prend le nom « Kunichika », un composite des noms de ses deux enseignants, Kunisada et Chikanobu. Ses premiers travaux sont influencés par le style Utagawa et quelques-unes de ses impressions sont des copies pures et simples (une pratique acceptée à l'époque). Alors qu'il travaille dans l'atelier de Kunisada, Kunichika reçoit une commission pour faire une impression illustrant une vue plongeante sur l'avenue Tenjinbashi à la suite du terrible séisme d'Edo de 1855 qui a détruit presque toute la ville. Cette mission suggère qu'il est considéré comme l'un des meilleurs élèves de Kunisada.

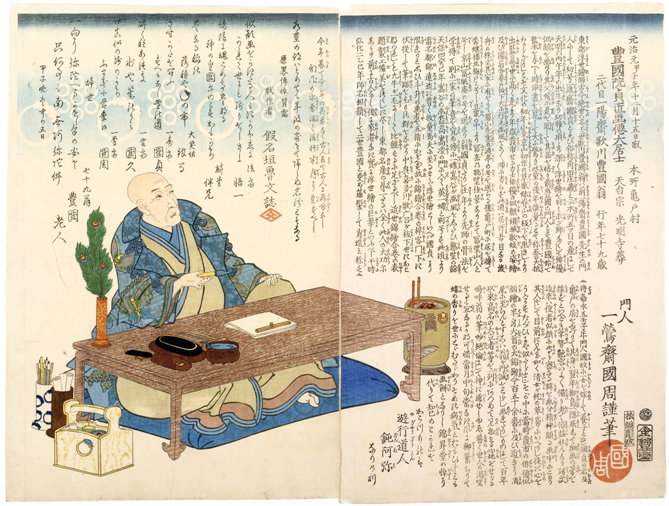
Toyohara Kunichika : Portrait en mémoire de Kunisada (1865)

L'artiste « farceur » s'attire des ennuis en 1862 lorsque, en réponse à une commission pour une impression illustrant un combat dans un théâtre, il réalise une « impression parodie » (mitate-e) qui irrite les étudiants impliqués dans la bagarre. Ils fouillent la maison de Kunichika et essaient d'entrer de force dans le studio de Kunisada. Son mentor révoque le droit de Kunichika d'utiliser le nom qui lui a été donné mais revient sur cette décision plus tard cette même année. Des décennies après, Kunichika se décrit comme fortement « humilié » par l'expérience.
Le statut de Kunichika continue de grandir et il est commissionné pour créer plusieurs portraits de son maître. Lorsque Kunisada meurt en 1865, son étudiant reçoit commande de dessiner deux portraits commémoratifs. Le panneau droit du portrait contient une notice nécrologique rédigée par l'écrivain Kanagaki Robun, tandis que le gauche portent des poèmes commémoratifs composés par les trois meilleurs étudiants, dont Kunichika.

## Artiste à l'aube d'une nouvelle ère

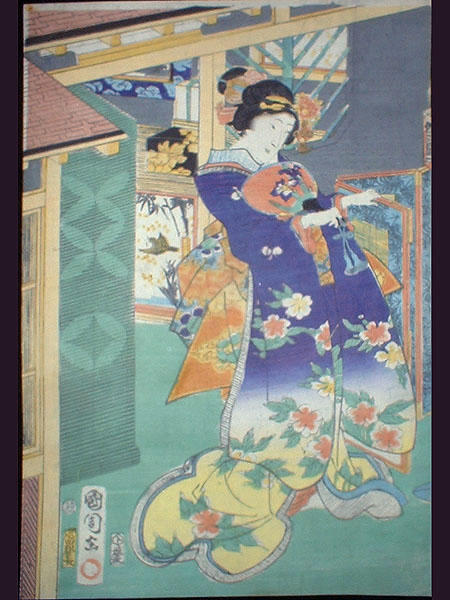
Toyohara Kunichika : Belle femme à la cour du prince Genji (1865)

Au moment où Kunichika commence sérieusement ses études à la fin de l'époque d'Edo, le prolongement des traditions fondées sur la société féodale est sur le point de finir. L'ère Meiji « moderne » (1868-1912), période de modernisation rapide, d'industrialisation et de nombreux contacts avec l'Occident, est à l'opposé de ce qu'était le Japon auparavant.
Les artistes de l'ukiyo-e ont traditionnellement illustré la vie urbaine et la société - en particulier le théâtre pour lequel leurs impressions ont souvent servi comme réclame. L'ère Meiji amène la concurrence des nouvelles techniques de photographie et de photogravure, mettant un terme définitif à la carrière de la plupart d'entre eux.

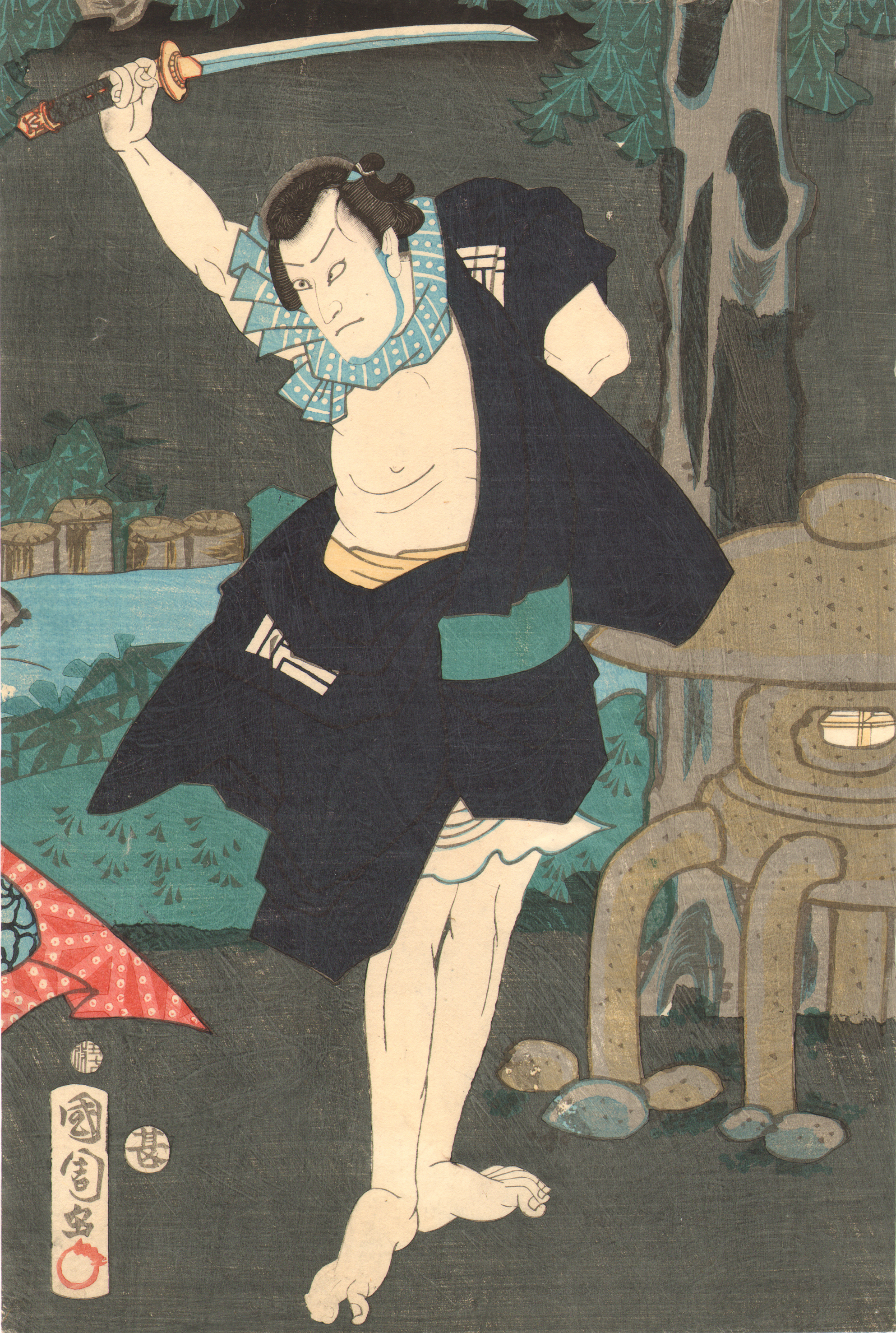
Toyohara Kunichika : Acteur dans le rôle d'un samouraï (с. 1870)

Comme mûrit l'art de Kunichika, sa réputation comme maître du dessin et du drame ne cesse de croître. Dans les guides de classement des artistes de l' ukiyo-e, son nom apparaît dans les dix premiers en 1865, 1867 et 1885 quand il occupe les huitième, cinquième et quatrième place respectivement. En 1867, un an avant la disparition du shogunat Tokugawa, il reçoit une commission officielle du gouvernement pour fournir dix estampes destinées à l'Exposition universelle de 1867 à Paris. Une de ses impressions est également exposée à l'Exposition universelle de 1893 à Chicago

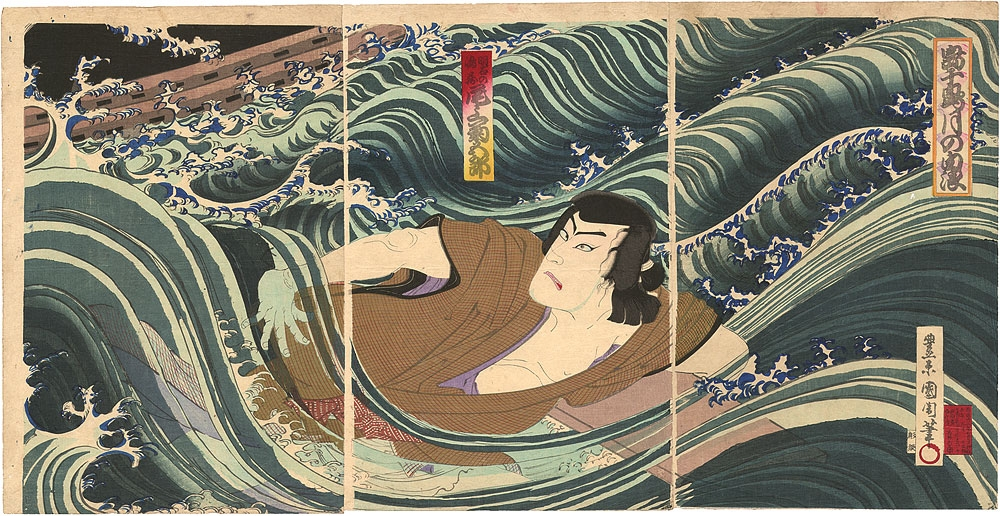
Triptyque de Toyohara Kunichika : Onoe Kikugorō V en Akashi no Naruzō dans la pièce Shima Chidori Tsuki no Shiranami (1890)

Kunichika représentent souvent des belles femmes (bijinga) mais ses bustes, en demi et trois-quarts de long et ses gros plans ou ses portraits d'acteurs de style « grosse-tête » ainsi que ses triptyques qui présentent des vues en « écran large » de pièces de théâtre et d'histoires populaires sont considérées comme ses plus belles créations.
Bien que les œuvres de Kunichika créées au cours de l'ère Meiji restent enracinées dans les traditions de ses maîtres, il s'efforce d'y incorporer des références aux techniques modernes. En 1869, il réalise une série en compagnie de Yoshitoshi, artiste plus « moderne » au sens où il représente les visages de façon plus réaliste. Par ailleurs, Kunichika expérimente la perspective « occidentale » du point de fuite.

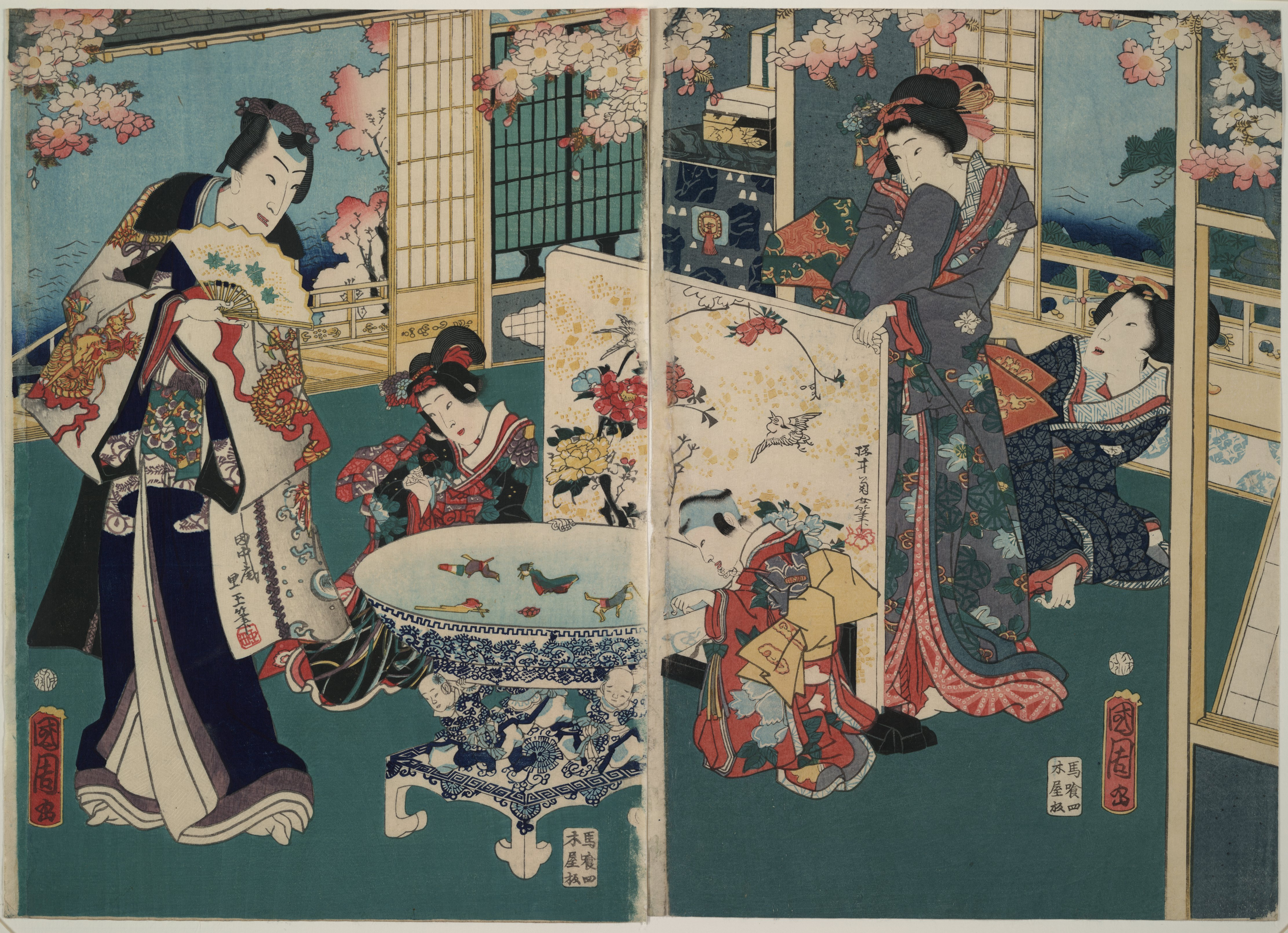
Toyohara Kunichika : Sortie de printemps dans une villa (c. 1862). Illustre l'emploi par l'artiste de la perspective à point de fuite.

La presse affirme que le succès de Kunichika est continu pendant l'ère Meiji. En juillet 1874, le magazine Shinbun hentai écrit : « Les gravures sur bois en couleur sont une des spécialités de Tokyo et Kyōsai, Yoshitoshi, Yoshiiku, Kunichika et Ginkō sont des experts en ce domaine ». En septembre 1874, le même journal affirme : « Les maîtres de l'ukiyoe : Yoshiiku, Kunichika et Yoshitoshi. Ce sont les artistes les plus populaires de l'ukiyo-e ». En 1890, le livre Tōkyō meishō doku annai (« Vues célèbres de Tokyo »), sous le titre Graveurs sur bois, donne Kunichika, Kunisada, Yoshiiku et Yoshitoshi comme exemples. En novembre 1890, un reporteur du quotidien Yomiuri Shimbun écrit à propos de la spécialisation des artistes de l'école Utagawa : « Yoshitoshi était le spécialiste des impressions de guerriers, Kunichika le graveur sur bois connu pour ses portraits d'acteurs et Chikanobu pour les dames de cour »,.
Les observateurs contemporains notent l'utilisation habile par Kunichika de la couleur dans ses gravures d'acteur, mais il est également critiqué pour ses choix. Contrairement à la plupart des artistes de l'époque, il fait appel à des rouges puissants et de sombres violets, souvent comme couleurs de fond, plutôt qu'aux couleurs plus douces utilisées jusque-là. Ces nouvelles couleurs sont faites d'aniline teinte importée d'Allemagne pendant l'ère Meiji. (Pour les Japonais, la couleur rouge signifie le progrès et l'éveil dans la nouvelle ère de progrès de style occidental.).
Comme la plupart des artistes de cette époque et de ce genre, Kunichika crée de nombreuses séries d'impressions dont : Belles de Yoshiwara comparées à trente-six poèmes, Trente-deux physionomies à la mode, Seize musashi parodiant les coutumes modernes, Trente-six bonnes et mauvaises beautés, Trente-six restaurants modernes, Miroir de la floraison des mœurs et des coutumes, Cinquante-quatre sentiments modernes appariés avec des chapitres de Le Dit du Genji,
Scènes des vingt-quatre heures parodiées, Acteurs de succès théâtral en grands héros dans des pièces de voleurs, Huit vues de bandits parodiés.

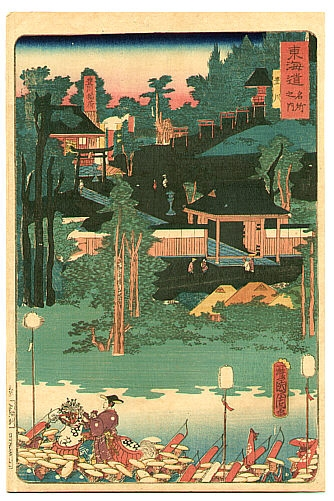
Toyohara Kunichika : Toyokawa — Lieux pittoresques du Tōkaidō (1863)

En 1863 Kunichika est l'un parmi un certain nombre d'artistes qui créent des estampes de paysage pour deux séries de célèbres scènes du Tōkaidō commandées pour commémorer le voyage effectué par le shogun Iemochi d'Edo à Kyoto afin de présenter ses hommages à l'empereur. Sinon, ses paysages sont essentiellement des décors de théâtre ou des fonds pour des groupes de beautés appréciant des sorties. Il documente quelques mythes et des contes populaires mais illustre rarement des batailles. Lorsqu'il peint des groupes, il ne montre qu'occasionnellement des personnages portant des vêtements de style occidental, en dépit de leur popularité croissante au Japon. Il est connu pour avoir fait quelques estampes shunga (art érotique) mais leur attribution peut s'avérer difficile car, comme la plupart des artistes de son époque, il ne les signe pas toujours. 
Kunichika a de nombreux élèves mais peu se font reconnaître comme graveurs. Sur une scène artistique en plein changement, ils ne peuvent gagner leur vie en dessinant des impressions sur bois mais doivent faire des illustrations pour des media populaires comme les livres, les magazines et les quotidiens. Ses élèves les plus connus sont Toyohara Chikanobu et Morikawa Chikashige. tous deux suivent dans un premier temps l'intérêt de leur maître pour le théâtre mais plus tard Chikanobu dépeint la mode féminine avec plus d'enthousiasme et Chikashige fait des illustrations. Ni l'un ni l'autre n'est considéré par la critique comme ayant atteint la haute réputation de leur maître.
Kunichika a une élève, Toyohara Chikayoshi, qui serait devenue sa partenaire dans ses dernières années. Son travail reflète le style Utagawa. Elle dépeint avec compétence les acteurs et les mœurs et les coutumes de l'époque.

## Vie privée
Jeune homme, Kunichika a la réputation de posséder une belle voix et d'être bon danseur. Il est connu pour avoir utilisé ces talents dans des spectacles burlesques amateurs.
En 1861, Kunichika épouse sa première femme, Ohana, et cette même année a une fille, Hana. Le mariage est considéré ne pas avoir duré, car il est coureur de jupons. Il a deux enfants hors-mariage, une fille et un garçon avec qui il n'a aucun contact, mais il semble être resté fortement attaché à Hana.

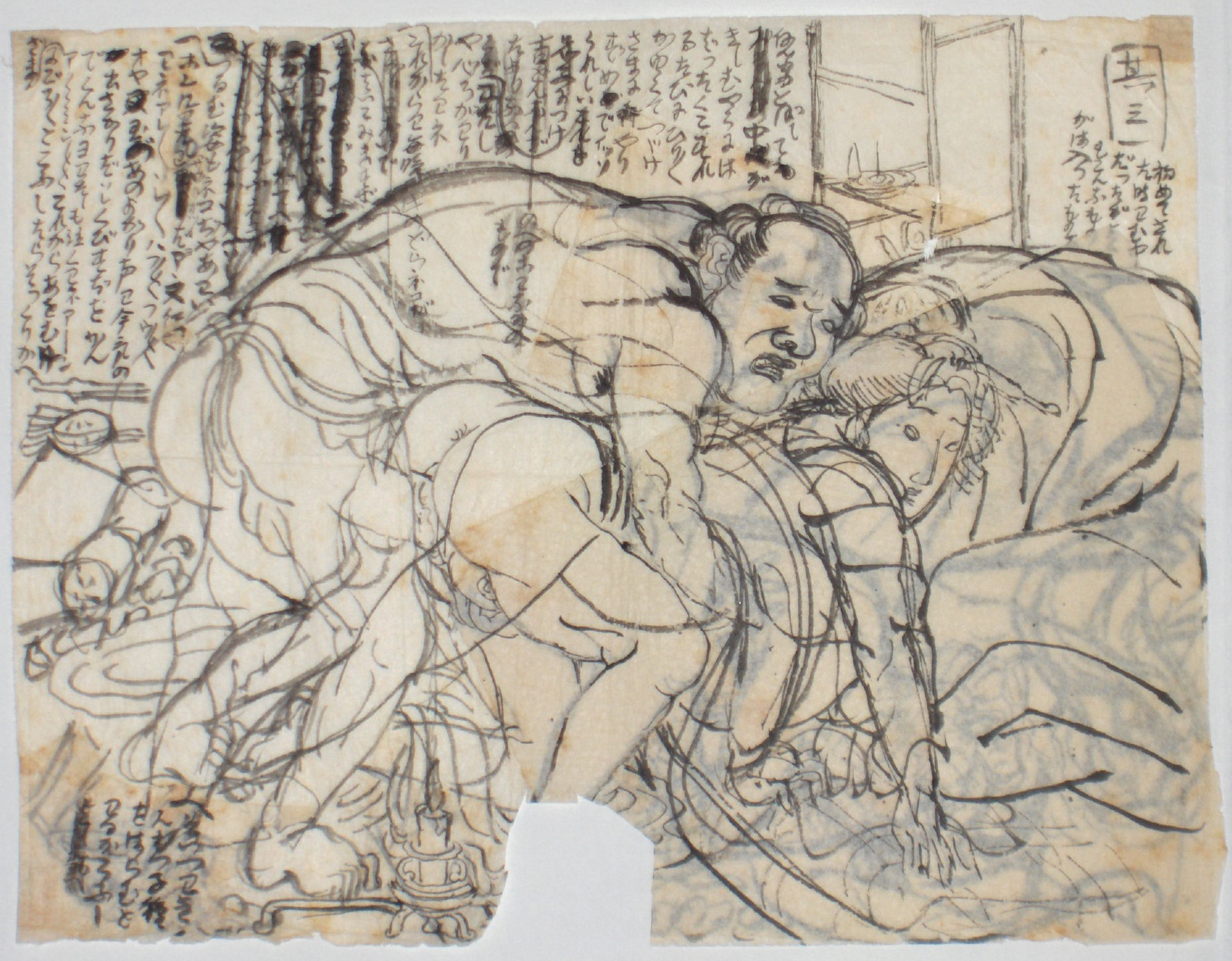
Toyohara Kunichika : dessin préparatoire à une impression shunga. (British Museum)

Kunichika est décrit comme ayant une personnalité ouverte, amicale et sincère. Il aime se distraire avec les geishas et prostituées du district Yoshiwara tout en absorbant d'abondantes quantités d'alcool. Sa plus grande passion cependant, semble être le théâtre où il est un habitué des coulisses. Son apparence est rapportée être minable. Il est constamment endetté et emprunte souvent de l'argent aux acteurs de kabuki qu'il dépeint avec tant d'admiration. Un contemporain dit de lui : « Concevoir des impressions, aller au théâtre et boire étaient sa vie et cela lui suffisait ». Un acteur contemporain, Matsusuke IV, se souvient que lorsqu'il rendait visite aux acteurs dans les coulisses afin de les dessiner, Kunichika ne se montrait pas sociable mais se concentrait intensément sur son travail.
Vers 1897, son frère ainé ouvre la boutique Arakawa Photo et Kunichika y travaille. Parce que Kunichika n'aimait ni la photo ni la boutique, il n'existe de lui qu'une photographie,.
En octobre 1898, Kunichika est interrogé pour une série de quatre articles qui lui sont consacrés, « L'Enfant d'Edo de l'ère Meiji », qui paraissent dans le quotidien tokyoïte Yomiuri Shimbun. Dans l'introduction à la série, le reporteur écrit :

« ...sa maison est située du côté nord de Higashi Kumagaya-Inari. Bien que sa résidence est juste un immeuble partitionné, il dispose d'une élégante porte grillagée, d'une plaque signalétique et d'une boîte à lettres. À l'intérieur, l'entrée... mène à une salle avec des tatamis usés sur lesquels est posé un long hibachi. L'espace est également orné d'un autel bouddhiste. Un bureau encombré se trouve à l'arrière de la misérable chambre à deux tatamis ; il est difficile de croire que l'artiste bien connu Kunichika vit ici ... Regardant autour de lui d'un regard perçant et caressant sa longue barbe blanche, Kunichika parle de l'acmé de la prospérité des edokko. »

Au cours de l'entretien, Kunichika prétend avoir déménagé 107 fois mais il est plus probable qu'il n'a déménagé que dix fois.

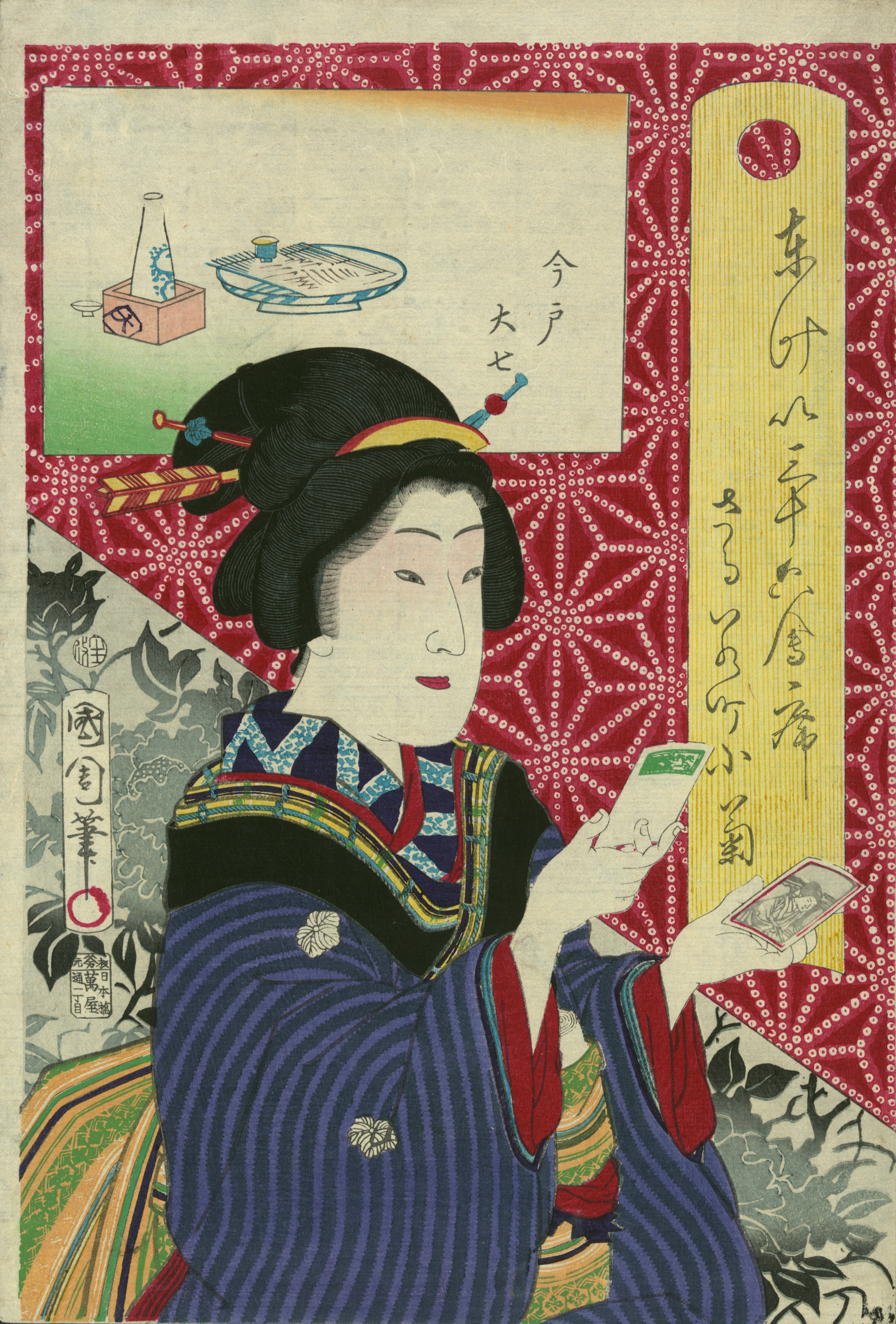
Toyohara Kunichika : Kogiku in Saruwaka-Cho (c.1878)

Kunichika meurt à son domicile de Honjō (banlieue est d'Edo) le 1er juillet 1900 à l'âge de 65 ans en raison d'une combinaison de mauvaise santé et d'épisodes de consommation excessive d'alcool provoquée par la mort à 39 ans de sa fille Hana alors qu'elle donnait naissance à son petit-fils, Yoshido Ito, quelques mois auparavant. Il est enterré au temple Honryuji de la secte bouddhiste shingon à Imado, Asakusa. Sa pierre tombale a probablement été détruite lors du séisme de Kantō de 1923 mais les membres de la famille en ont érigé une nouvelle en 1974. Dans l'ancien Japon, il était habituel pour les gens d'un haut niveau culturel d'écrire un poème avant leur mort. Sur la tombe de Kunichika on peut lire :

« Comme je suis fatigué de peindre des portraits des gens de ce monde, je vais peindre des portraits du roi de l'enfer et des démons.
Yo no naka no, hito no nigao mo akitareba, enma ya oni no ikiutsushisemu »

## Postérité
En 1915, Arthur Davison Ficke, un avocat , poète et collectionneur influent d'estampes japonaises de l'Iowa écrit Chats on Japanese Prints. Dans ce livre, il répertorie cinquante-cinq artistes, dont Kunichika, dont il rejette les œuvres comme « dégénérées » comme il rejette « Toute cette complexité insensée de conception, la grossièreté de la couleur et l'insouciance de l'impression que nous associons à la ruine finale de l'art des impressions en couleur ». Son opinion, différente de celle des contemporains de Kunichika, influence les collectionneurs américains pendant de nombreuses années avec pour conséquence que les estampes japonaises produites dans la seconde moitié du XIXe siècle, en particulier les gravures de visages, tombent en défaveur.
À la fin des années 1920 et au début des années 1930, un auteur, aventurier, banquier et grand collectionneur d'art japonais, Kojima Usui, écrit de nombreux articles destinés à restaurer la réputation de Kunichika. Il n'y réussit pas de son vivant mais son travail devient une base pour la recherche ultérieure qui n'a vraiment commencé que tout récemment. En 1876, Laurance P. Roberts écrit dans son Dictionary of Japanese Artists que Kunichika a produit des gravures d'acteurs et d'autres sujets dans la tradition Kunisada finissante, reflétant le déclin du goût des Japonais et la détérioration de l'impression en couleur. Roberts le décrit comme « un artiste mineur mais qui représente le dernier de la grande tradition de l'ukiyo-e ». La biographie citée reflète la préférence de l'auteur pour l'ukiyo-e classique. Richard A. Waldman, propriétaire de «  The Art of Japan », a déclaré à propos des points de vue de Roberts, « des articles tels que celui-ci et d'autres par les premiers auteurs occidentaux sont parvenus à mettre cet artiste dans la poubelle de l'histoire de l'art ».
La publication en 1999 de Time present and time past: Images of a forgotten master: Toyohara Kunichika 1835–1900 de Amy Reigle Newland est une raison influente pour le retour en faveur de Kunichika dans le monde artistique occidental. 
Par ailleurs, l'exposition au Brooklyn Museum en 2008, Utagawa: Masters of the Japanese Print, 1770–1900 et l'article qui s'est ensuivi dans le New York Times du 22 mars 2008 ont augmenté la sensibilité du public et les prix pour les impressions de Kunichika.